# ドラッキーの草やきう
『ドラッキーの草やきう』（どらっきーのくさやきう）は1993年12月17日にイマジニアズームより発売されたスーパーファミコン用野球ゲームである。

## 概要
ズームのマスコットキャラクター「ドラッキー」と仲間達で結成された野球チームから1つを選び、試合を勝ち抜いていき、挑戦者代表として最終戦のタブクリア・エンパイヤ・ヘルサンダー・デストロイヤーズに挑む。
本作は魔球などが出て来る超人的な野球を売りにした作品であり、リアリティを追求した野球ゲームとは対極にある。説明書にも「リアル志向を期待していた方には残念でなりません」という注意書きがある。
本作は日本コカ・コーラがスポンサーになっており、それぞれのチーム名に当時販売されていたコカ・コーラの商品名を冠している。

### ドラッキーシリーズ
本作の主人公であり、ズームのマスコットキャラクターでもある丸い猫のようなキャラクター「ネコ・ドラッキー（NECO DOLUCKY）」の初出は、X68000用アクションゲーム『ジェノサイド』のマニュアルに掲載された漫画。ズーム (ゲーム会社)#NECOも参照。
当初は単に「NECO」と呼ばれていたが、本作で「ドラッキー」という名が付き、以降スーパーファミコンにてドラッキーをタイトルに冠したシリーズが複数発売された。
- ドラッキーの草やきう（1993年12月17日、野球ゲーム）
- ドラッキーのAりーぐさっかー（1994年7月8日、サッカーゲーム）
- ドラッキーのパズルツアー'94（1994年10月28日、パズルゲーム）

その他、PICO向けに右脳開発シリーズのひとつとして1995年12月5日に『ドラッキーのおえかきハウス』が発売されている。
また、『ゼロ・ディバイド』シリーズでは「NECO」の名前でプレイヤーキャラクターとして登場している。

## 登場チーム
コカ・コーラ ドラッキーズ
バランス型チーム。
ファンタ ファイアーポチーズ
バランス型だが、スタミナに難あり。
ジョージア 五郎野球会
パワーとスタミナがあるが、足が遅く、守備が弱いビッグ・ボール型。
ベジータベータ デヴィットローラーズ
非力だが足は速い、スモールボール型チーム。
コークライト 忍者若本一家
格闘系武闘派デヴィット同様スモールボール型。
スプライト ぱおぞうとロングノーズ
鉄壁の守備で他のバランスが良いが足が遅い。バットの代わりに鼻を使う。
ハイシー ガンボス
高バランスでまとまっているが、守備がザル。
アクエリアス おときちくんたち
足が速いだけのチーム。野球があまり良くわかっておらずバットを逆さに持ち、進行に支障を来たさない程度のルールしか知らない。
タブクリア・エンパイヤ・ヘルサンダー・デストロイヤーズ
最終戦で戦うチーム。能力は全て最高値だが、スタミナが絶望的に低い。

## 備考
投球判定に抗議が出来て、大抵判定が覆る。実際の野球と違い、選手交代した後も再び代打、リリーフとして選手が使える。

## 関連商品
ドラッキーの草やきう公式音楽集（1994年1月21日発売、ビクター・エンタテインメント）
本作のサウンドトラック。44曲収録。